# Caulokaempferia thailandica
Caulokaempferia thailandica är en enhjärtbladig växtart som beskrevs av Kai Larsen. Caulokaempferia thailandica ingår i släktet Caulokaempferia och familjen Zingiberaceae. Inga underarter finns listade i Catalogue of Life.